# Harde sciencefiction
Harde sciencefiction of harde sf is een subgenre van sciencefiction dat gekarakteriseerd wordt door interesse in wetenschappelijke details en zorgvuldigheid. Er zijn echter veel verschillende opvattingen onder lezers en schrijvers over de exacte betekenis van 'interesse in wetenschappelijk detail'. Veel harde sf verhalen richten zich op de exacte wetenschappen en technologische ontwikkelingen, maar andere laten technologie op de achtergrond.
Sommige auteurs vermijden scrupuleus onmogelijkheden zoals sneller dan het licht reizen, terwijl andere zulke thema's wel accepteren en de werelden, die door zulke technologie mogelijk worden, realistisch proberen te beschrijven.
Niet zelden is het onderzoeken van astronomische of natuurkundige verschijnselen belangrijker dan de psychologische ontwikkeling van de hoofdpersonen. Sommige auteurs stellen wel de menselijke aard centraal, maar toch zal de centrale verhaalwending op een technologisch onderwerp gebaseerd zijn.
Schrijvers proberen meestal om hun verhalen in overeenstemming te laten zijn met de stand van de wetenschap op het moment van schrijven. Zelfs wanneer harde sf in een alternatief universum met andere natuurwetten wordt gesitueerd, dan zal geprobeerd worden die wetten intern consistent te maken.

## Auteurs
Enkele schrijvers die vaak tot de harde sf worden gerekend:
- Poul Anderson
- Catherine Asaro
- Isaac Asimov
- Iain Banks
- Stephen Baxter
- Greg Bear
- Gregory Benford
- David Brin
- Ted Chiang
- Arthur C. Clarke
- Hal Clement
- Greg Egan
- Robert Heinlein
- Nancy Kress
- Geoffrey A. Landis
- Stanisław Lem
- Larry Niven
- Alastair Reynolds
- Kim Stanley Robinson
- Allen Steele
- Charles Stross
- Arkadi en Boris Stroegatski
- John Varley
- Jules Verne
- Vernor Vinge